# リヌス・ミヘルス・アワード
リヌス・ミヘルス・アワード（Rinus Michels Award）はオランダのサッカー監督であるリヌス・ミケルスの名前に由来し、オランダのプロ・フットボールクラブでの年間最優秀監督賞。オランダの監督組合であるCBVとVVONが主催している。

## カテゴリー
- オランダ・プロ・フットボールクラブ年間最優秀監督
- オランダ・アマチュア・フットボールクラブ年間最優秀監督
- オランダ・プロ・フットボールクラブ年間最優秀ユース
- オランダ・アマチュア・フットボールクラブ年間最優秀ユース
- 功労賞

## オランダ・プロ・フットボールクラブ年間最優秀監督
2003-04シーズン
AZでの成績によりコー・アドリアーンセが受賞。
2004-05シーズン
PSVでエールディビジを制し、CLベスト4にまで進んだフース・ヒディンクが受賞。他のノミネートはAZのコ・アドリアーンセ、ヘラクレス・アルメロでエールステ・ディヴィジを制したピーター・ボス。ヒディンクは2005年のオランダの全てのスポーツコーチから選ばれる最優秀監督にも選ばれている。
2005-06シーズン
再びヒディンクが受賞。他のノミネートはロン・ヤンス（FCフローニンゲン）、エルウィン・クーマン（フェイエノールト）、ルイ・ファン・ハール（AZ）。
2006-07シーズン
AZのルイ・ファン・ハールが受賞。他のノミネートは共にこのシーズンの最終節まで歴史的な優勝争いを繰り広げたロナルド・クーマン（PSV）とヘンク・テン・カテ（アヤックス）だった。
2007-08シーズン
FCトゥウェンテでプレーオフを制して2位でCL出場権を得たフレット・ルッテンが受賞。他のノミネートはNACブレダをレギュラーシーズン3位に引き上げたエルニー・ブランツ、SCヘーレンフェーンのヘルトヤン・フェルベーク、FCフォレンダムでエールステ・ディヴィジを制したステンリー・メンゾ。
2008-09シーズン
AZでエールディビジを制したルイ・ファン・ハールが再び受賞。他のノミネートはマリオ・ベーン（NECナイメヘン）とスティーブ・マクラーレン（FCトゥウェンテ）。
2009-10シーズン
FCトゥウェンテでエールディビジを制したスティーブ・マクラーレンが受賞。他のノミネートはマリオ・ベーン（フェイエノールト）、マルティン・ヨル（アヤックス）、ヘルトヤン・フェルベーク（ヘラクレス・アルメロ）。
2010-11シーズン
FCトゥウェンテでKNVBカップとヨハン・クライフ・スハールを勝ち取ったミシェル・プロドームが受賞。他のノミネートはジョン・ファン・デン・ブロム（ADOデン・ハーグ）、ハルム・ファン･フェルトホーフェン（ローダJC）、フレット・ルッテン（PSV）、ルネ・トロスト（MVVマーストリヒト）。
2011-12シーズン
フェイエノールトをエールディヴィジ2位に導いたロナルド・クーマンが受賞。他のノミネートはフランク・デ・ブール（アヤックス）、ピーター・ボス（ヘラクレス・アルメロ）、アルト・ランゲレー（PECズヴォレ）。また、AZのヘルトヤン・フェルベークは「茶番劇には加わらない」とノミネートを辞退、「監督としての仕事内容ではなく順位だけで決められている」と批判し、今後もこの賞の受賞を望まないと公言した。
2012-13シーズン
アヤックスでの2年半で3回目のエールディビジ覇者となったフランク・デ・ブールが受賞。他のノミネートはロナルド・クーマン（フェイエノールト）、アルト・ランゲレー（PECズヴォレ）、フレット・ルッテン（フィテッセ）、ヤン・ボウタース（FCユトレヒト）。
2013-14シーズン
アヤックスを4年連続リーグ優勝に導いたフランク・デ・ブールが受賞。他のノミネートはロナルド・クーマン（フェイエノールト）、ピーター・ボス（フィテッセ）、ドワイト・ローデウウェーヘス（SCカンブール・レーワルデン）、ハリー・ファン・デル・ハム（FCドルドレヒト）。
2014-15シーズン
PSVでリーグ優勝を果たしたフィリップ・コクーが受賞。他のノミネートはフレット・ルッテン（フェイエノールト）、ピーター・ボス（フィテッセ）、ロン・ヤンス（PECズヴォレ）、ルート・ブロート（NEC）。FCフローニンゲンでKNVBカップを制したエルヴィン・ファン・デ・ローイはノミネート発表がKNVBカップ決勝前だったこともあって選考に入らず議論を呼んだ。
2015-16シーズン
ユトレヒトでKNVBカップ準優勝を果たし、リーグ戦でも最終節まで4位を争ったエリック・テン・ハフが受賞。他のノミネートはフィリップ・コクー（PSV）、フランク・デ・ブール（アヤックス）、ジョン・ステーヘマン（ヘラクレス）、ロン・ヤンス（PECズヴォレ）。
受賞者
- エリック・テン・ハフ（2016）
- フィリップ・コクー（2015）
- フランク・デ・ブール（2013、2014）
- ロナルド・クーマン（2012）
- ミシェル・プロドーム（2011）
- スティーヴ・マクラーレン（2010）
- ルイ・ファン・ハール（2007、2009）
- フレット・ルッテン（2008）
- フース・ヒディンク（2005、2006）
- コー・アドリアーンセ（2004）

## オランダ・アマチュア・フットボールクラブ年間最優秀監督
- Wilfred van Leeuwen（2016）
- Adrie Poldervaart（2015）
- Simon Ouaali（2014）
- Marcel Groninger（2013）
- Eric Meijers（2012）
- Peter Wesselink（2011）
- Dennis Demmers（2010）
- Henk de Jong（2009）
- Hans van Arum（2008）
- Michel Jansen（2007）
- Jack van den Berg（2006）
- Jan Zoutman（2005）
- Gert Aandewiel（2004）

## オランダ・プロ・フットボールクラブ年間最優秀ユース
- AZ（2016）
- AZ （2015）
- フェイエノールト（2014）
- フェイエノールト（2013）
- フェイエノールト（2012）
- フェイエノールト（2011）
- フェイエノールト（2010）
- スパルタ・ロッテルダム（2009）
- FC トゥウェンテ（2008）
- PSV（2007）
- アヤックス（2006）
- アヤックス（2005）
- アヤックス（2004）

## オランダ・アマチュア・フットボールクラブ年間最優秀ユース
- Koninklijke HFC（2014）
- VV De Meern（2013）
- HHC Hardenberg（2012）
- sv Ouderkerk（2011）
- Flevo Boys（2010）
- SC Jekerdal（2009）
- Olde Veste '54（2008）
- Quick '20（2007）
- AFC（2006）
- Alphense Boys（2005）
- Rohda Raalte（2004）

## 功労賞
- ヨハン・クライフ（2016）（例外的に死後の受賞のため、授与式では代わりにビム・ヤンセンが受け取った。）
- フース・ヒディンク（2015）
- ルイ・ファン・ハール（2013）
- レオ・ベーンハッカー（2010）
- フォッペ・デ・ハーン（2009）
- ウィール・クーバー（2008）
- ピート・デ・フィッセル（2005）
- ケース・ライフェルス（2004）

## 参照
1. ↑  http://www.ad.nl/ad/nl/1442/AZ/article/detail/3238897/2012/04/11/Verbeek-Rinus-Michels-Award-is-poppenkast.dhtml